# Kamilo Mašek

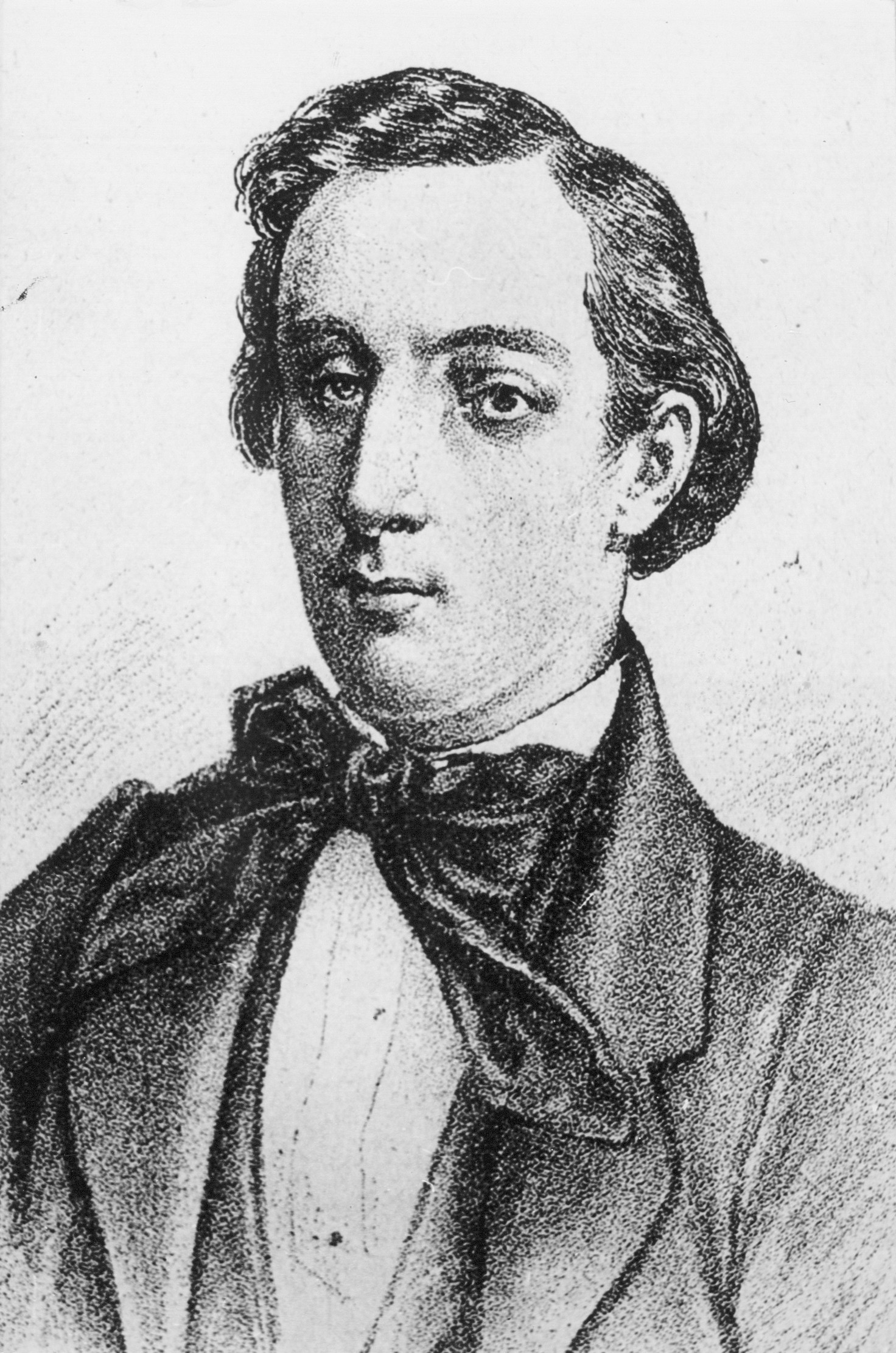
Kamilo Mašek

Kamilo Mašek (Ljubljana, 11 juli 1831 - Ščavnica, 29 juni 1859) was een Sloveens musicus en componist. Als violist en zanger trad hij op vanaf zijn negende jaar. In 1846 verscheen zijn vocale compositie "An die Sterne". Mašek werd op 18-jarige leeftijd lid van de filharmonie in Ljubljana. Na enige tijd gestudeerd te hebben in Praag gaf Mašek les aan prins Strachwitz in Šebetov nabij Blansko in Moravië. Omdat zijn vader met pensioen ging, keerde Kamilo terug naar Ljubljana en volgde hem als docent op aan de muziekschool. Hij richtte vervolgens het eerste Sloveense muziektijdschrift Cecilija op en bracht het oeuvre van Jacobus Gallus onder de aandacht. In 1857 ondervond Mašek steeds meer hinder van jicht; hij vertrok naar het kuuroord Stainz, waar hij in 1859 overleed.
- Bibliothèque nationale de France: cb162134816 (data)
- Gemeinsame Normdatei: 124966985
- International Standard Name Identifier: 0000 0001 1931 9300
- Library of Congress Control Number: no2011071077
- MusicBrainz: 9fd5e18e-4906-4cdf-b556-4af6c02f7c39
- Nationale Bibliotheek van Tsjechië: xx0187178
- Virtual International Authority File: 3419521
- WorldCat: E39PBJtMrbcM4tFyjFGvTdYF8C